# گریوت
گریوت (نام علمی: Chlorocebus aethiops) یا میمون سبز آفریقایی نام یک گونه از زیرخانواده دم‌درازیان است.